# كيسي باريت
كيسي باريت هو سباح كندي، ولد في 16 فبراير 1975 في مونتريال في كندا.

## روابط خارجية
- كيسي باريت على موقع الاتحاد الدولي للسباحة (الإنجليزية)
- كيسي باريت على موقع أوليمبيديا (الإنجليزية)